# Yasser Al-Qahtani

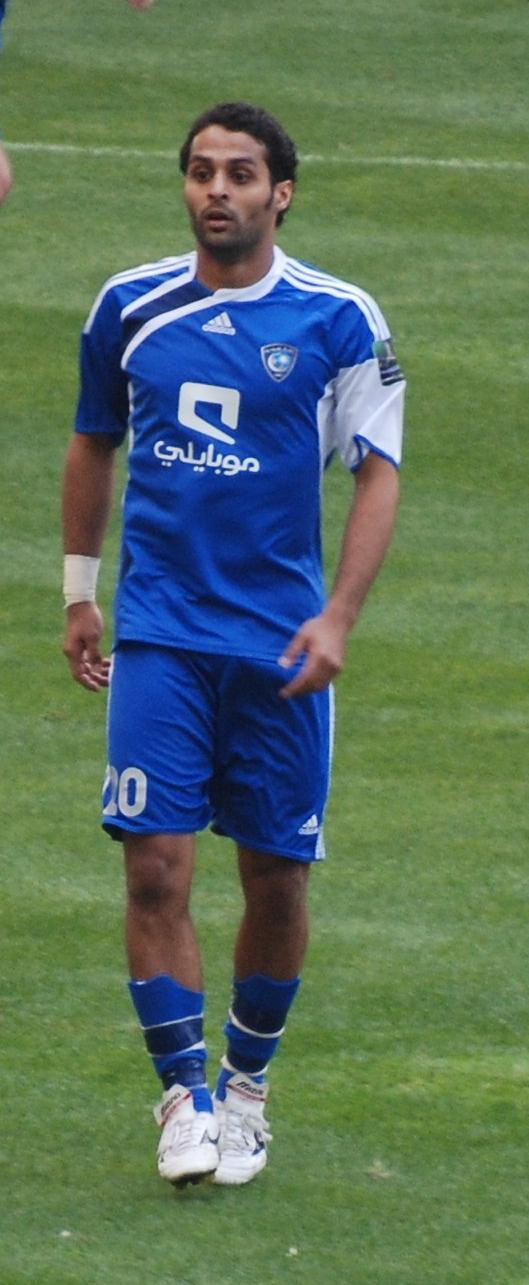
Yasser Al-Qahtani (2010)

Yasser Saeed Al-Qahtani (Arabisch: ياسر القحطاني) (Khobar, 10 oktober 1982) is een Saoedi-Arabische voetballer die bij voorkeur als aanvaller speelt. Hij verruilde in 2005 Al-Qadisiya voor Al-Hilal, dat 23 miljoen SR voor hem betaalde.
Yasser Al-Qahtani was van 2002 tot en met 2013 international van het Saoedi-Arabisch voetbalelftal, waarvoor hij 112 wedstrijden speelde en 45 keer scoorde.

## Erelijst
Al-Hilal
- Aziatisch voetballer van het jaar

2007